# Арабский валютный фонд
Арабский валютный фонд (англ. Arab Monetary Fund, AMF) — региональная финансовая организация, созданная 27 апреля 1976 года в Рабате, Марокко, 22 арабскими государствами, как механизм достижения большей стабильности курса валют и в целях координации экономической и валютной политики арабских стран. Регулирование касается главным образом нефтедолларов в пределах арабского сообщества, способствуя меньшей степени зависимости государств-членов фонда от Запада в вопросах использования избыточной массы средств.

## Члены фонда
1. Алжир
2. Бахрейн
3. Джибути
4. Египет
5. Иордания
6. Ирак
7. Йемен
8. Катар
9. Коморы
10. Кувейт
11. Ливан
12. Ливия
13. Мавритания
14. Марокко
15. ОАЭ
16. Оман
17. Государство Палестина
18. Саудовская Аравия
19. Сирия
20. Сомали
21. Судан
22. Тунис